# Passo Bordala
Der Passo Bordala ist ein Gebirgspass im Trentino zwischen Loppio und Villa Lagarina. Die Passhöhe befindet sich auf einer Höhe von 1250 m s.l.m.

## Passstraße
Die über den Pass führende zweispurige Straße ist durchgehend asphaltiert. Nordwestlich des Passes liegt der Monte Stivo (2059 m). Etwa zwei Kilometer nach Ronzo-Chienis liegt der einzige Ort der Passstrecke Pra del Lac. Die Überquerung erreicht kurz Steigungen von 10 und 14 %.

## Radsport
| Jahr | Etappe     | Bergwertung  | Erster am Gipfel   | Auffahrt            |
| ---- | ---------- | ------------ | ------------------ | ------------------- |
| 2002 | 17. Etappe | 2. Kategorie | Julio Pérez Cuapio | Süd (Ronzo Chienis) |
| 2023 | 16. Etappe | 2. Kategorie | Davide Gabburo     | Süd (Ronzo Chienis) |